# Cicloesilammina ossidasi
La cicloesilammina ossidasi è un enzima appartenente alla classe delle ossidoreduttasi, che catalizza la seguente reazione:
cicloesilammina + O2 + H2O ⇄ cicloesanone + NH3 + H2O2
L'enzima è una flavoproteina (FAD). Altre amine cicliche possono agire da substrati, al posto della cicloesilamina, ma non le semplici amidi alifatiche ed aromatiche.